# Син Чхоль Бом
Син Чхоль Бом (кор. 신철범; род. 15 июня 1990, Нампхо, Пхёнан-Намдо, КНДР) — северокорейский тяжелоатлет, чемпион Универсиады-2017, участник Олимпийских игр 2012 года в категории до 56 кг, чемпион Азии в категории до 62 кг.

## Карьера
На Олимпийских играх 2012 года занял 10-е место.
В 2015 году на чемпионате Азии в Пхукете стал вторым в категории до 62 кг.
В 2017 году в Ашхабаде стал чемпионом Азии в своей категории с результатом 301 кг (133 кг + 168 кг).